# Boży Dar (województwo mazowieckie)
Boży Dar – wieś sołecka w Polsce położona w województwie mazowieckim, w powiecie lipskim, w gminie Lipsko.
| SIMC    | Nazwa    | Rodzaj                          |
| ------- | -------- | ------------------------------- |
| 0627957 | Chojniak | część wsi                       |
| 0627963 | Kolonia  | część wsi (zniesiona w 2023 r.) |

W latach 1975–1998 miejscowość administracyjnie należała do województwa radomskiego.
Wierni Kościoła rzymskokatolickiego należą do parafii Świętych Apostołów Piotra i Pawła w Krępie Kościelnej.